# Oquawka
Oquawka é uma vila localizada no estado americano de Illinois, no Condado de Henderson.

## Demografia
Segundo o censo americano de 2000, a sua população era de 1539 habitantes.
Em 2006, foi estimada uma população de 1441, um decréscimo de 98 (-6.4%).

## Geografia
De acordo com o United States Census Bureau tem uma área de
4,8 km², dos quais 3,8 km² cobertos por terra e 1,0 km² cobertos por água. Oquawka localiza-se a aproximadamente 169 m acima do nível do mar.

## Localidades na vizinhança
O diagrama seguinte representa as localidades num raio de 20 km ao redor de Oquawka.